# Philippe Gabriel de Hénin-Liétard d'Alsace
Philippe Gabriel Maurice Joseph de Hénin-Liétard d'Alsace (12 september 1736 – Parijs, 24 juli 1804), prins van Chimay, graaf van Boussu en Beaumont etc., was een militair en staatsman van Frankrijk en de Oostenrijkse Nederlanden.

## Leven
Hij was de tweede zoon van prins Alexandre Gabriel Joseph de Hénin-Liétard en prinses Gabrielle Françoise de Beauvau-Craon. Na de dood van zijn oom Thomas Alexandre Marc (1745-1759) en diens zoontje Thomas Alexandre Marc Maurice (1759-1761) erfde hij de titels prins van Chimay, graaf van Boussu, markies van Veere en Vlissingen, pair van Henegouwen en Namen, grande eerste klasse van Spanje, etc. Hij was in 1757 toegetreden tot de geestelijkheid, maar paus Clemens XIII ontsloeg hem van zijn geloften.
In het Franse leger werd hij kolonel, dan brigadegeneraal van de infanterie. Hij werd ridder in de Orde van Sint-Hubertus en van de Heilige Lodewijk (1779). Vanaf 1778 was hij gevestigd in Firenze vanwege diplomatieke opdrachten voor koning Lodewijk XVI en voor de Habsburgse monarchie. Keizer Frans II van Oostenrijk maakte hem in 1792 vliesridder.
Op 18 august 1783 bekwam hij de terugkeer van Chimay en Beaumont, landen die al meer dan een eeuw onder sekwester waren geplaatst door de Raad van Henegouwen. Tijdens de Franse Revolutie werd de feodaliteit in 1789 afgeschaft en werd zijn jongere broer, de graaf van Beaumont, in 1794 geëxecuteerd. Het volgende jaar verloor hij door de Franse annexatie van de Oostenrijkse Nederlanden zijn adellijke titels. Zijn bezittingen werden genationaliseerd maar later gerestitueerd.
Hij overleed in 1804 in Parijs en werd bijgezet in de familiale grafkapel in de Sint-Gorikskerk van Boussu. In de Sint-Petrus-en-Pauluskerk van Chimay kwam een gedenkplaat.
Uit zijn huwelijk op 25 september 1762 met Laure Auguste de Fitz-James (1744-1814) was geen nageslacht voortgekomen. Krachtens zijn testament van 1803 volgden Maurice Gabriel en François Joseph de Riquet, de kinderen van zijn zus Marie Anne, hem op. Daarmee kwam een einde aan de tak Boussu-Chimay van de familie Hénin-Liétard en gingen deze bezittingen over naar de familie Riquet de Caraman.